# Asklepijeva palica
Asklepijeva palica, rimski mitologiji Eskulapova palica je antični simbol, povezan z medicino in astrologijo. Gre za okrog palice ovito kačo. Stari Grki in Rimljani so Asklepija (rimski Eskulap) častili kot boga zdravilstva.

## Simbolika
S povezavo kače, ki se levi - simbol ponovnega rojstva in plodnosti ter dobrega in zla v eni osebi - in palice - simbol avtoritete, drevesa, družabnika, prebivališča in namestnika božanstva - Eskulapova palica simbolizira umetnost zdravilstva. Okrog palice ovita kača je po splošnem prepričanju navadni gož, Elaphe longissima.
Nekateri strokovnjaki menijo, da je simbol nekoč predstavljal okrog palice ovito glisto. Parazitske gliste, kot je »mali zmaj iz Medine« (Dracunculus medinensis) so bile v antiki pogosta okužba in so jih iz kože odstranjevali s previdnim ovijanjem okrog palice. Morda so zdravniki z upodobitvijo črva na palici oglaševali to svojo storitev. Danes je simbol zahodne medicine.
Ta simbol je del zvezde življenja - logotip Svetovne zdravstvene organizacije in v Sloveniji službe nujne medicinske pomoči, simbol ameriške medicinske zveze ter simbol Slovenskega zdravniškega društva.
Asklepijevo palico pogosto zamenjujejo s kerikejem (dve okrog palice oviti kači s krili na vrhu), ki je simbol boga Hermesa, povezanega tudi s trgovino.